# Ammar Hassan (haltérophilie)
Pour les articles homonymes, voir Ammar Hassan et Hassan.
Ammar Hassan Mabrouk Hassan (en arabe : عمر حسن مبروك حسن), né le 22 septembre 1994, est un haltérophile égyptien.

## Biographie
Ammar Hassan est triple médaillé d'or (à l'arraché, à l'épaulé-jeté et au total) aux Championnats d'Afrique juniors d'haltérophilie 2012 dans la catégorie des moins de 77 kg. Aux Championnats afro-asiatiques de 2014, il est médaillé d'or au total et à l'épaulé-jeté et médaillé d'argent à l'arraché dans la catégorie des moins de 94 kg.
Il est médaillé d'argent au total aux Jeux africains de 2015 à Brazzaville, qui font aussi office de Championnats d'Afrique, pour lesquels il est médaillé d'or à l'arraché et médaillé d'argent à l'épaulé-jeté, dans la catégorie des moins de 85 kg.